# Gaby: A True Story
Gaby: Una historia verdadera es una película de 1987 que narra la biografía de la poetisa y escritora mexicana de origen judío Gaby Brimmer. Es una coproducción estadounidense-mexicana.

## Sinopsis
Adaptación de la biografía de la escritora Gaby Brimmer, quien nació con una parálisis cerebral que le impedía cualquier movimiento o expresión, salvo su pie izquierdo. Gracias a la ayuda de su nana, Gabriela accedió a toda su educación, incluida la universitaria. La película, rodada en gran medida junto a personas con discapacidad –los actores principales no lo son– de Cuernavaca (México), es un canto reivindicativo a la normalización educativa, sexual y social de las personas con discapacidad. La actriz argentina Norma Aleandro fue nominada a los Premios Oscar como mejor actriz de reparto.

## Reparto
| Actor                  | Personaje                              | Notas                               |
| ---------------------- | -------------------------------------- | ----------------------------------- |
| Liv Ullmann            | Sari, madre de Gaby                    |                                     |
| Norma Aleandro         | Florencia                              |                                     |
| Robert Loggia          | Michel, padre de Gaby                  |                                     |
| Rachel Chagall         | Gaby                                   | Acreditada como Rachel Levin        |
| Lawrence Monoson       | Fernando                               |                                     |
| Robert Beltrán         | Luis                                   |                                     |
| Beatriz Sheridan       | Madre de Fernando                      |                                     |
| Tony Goldwyn           | David                                  |                                     |
| Danny de la Paz        | Carlos                                 |                                     |
| Paulina Gómez          | Gaby a los 3 años                      |                                     |
| Enrique Lucero         | Secretario de Educación                |                                     |
| Eduardo López Rojas    | Héctor Bulle Goyri                     |                                     |
| Ana Ofelia Murguía     | Enfermera en casa de Gaby              |                                     |
| Hugh Harleston         | Profesor universitario                 |                                     |
| Carolyn Valero         | Maestro en el centro de rehabilitación |                                     |
| Eduardo Noriega        | Burócrata                              |                                     |
| Alejandra Flores       | Vecina                                 |                                     |
| Zaidé Silvia Gutiérrez | Enfermera del hospital                 |                                     |
| Nailea Norvind         | Terry                                  |                                     |
| Cecilia Tijerina       | Lupe                                   |                                     |
| Carlos Romano          | Profesor de bachillerato               |                                     |
| Susana Alexander       | Betty                                  |                                     |
| George Belanger        | Otto                                   |                                     |
| Miguel Andrade         | Roberto                                |                                     |
| Juan Mandoki           | Doctor terapeuta                       | Acreditado como dr. Juan Mandoki    |
| Enrique Kahan          | Profesor en el examen                  |                                     |
| Ramón Barragán         | Ayudante del profesor                  |                                     |
| Anaís de Melo          | Secretaria del editor del periódico    |                                     |
| Manuel Kaminer         | Rabino en el funeral                   |                                     |
| Jesús Romero           | Hombre que bebe cerveza                | Acreditado como Jesús Romero Chiapa |
| Fernando Moreno        | Hombre que bebe cerveza                |                                     |

## Trivia
Rachel Chagall, quien hace de Gabriela, figura en la película con su verdadero nombre, Rachel Levin.